# Akhalkalaki
Akhalkalaki (Georgià: ახალქალაქი Nova Ciutat; armeni: Ախալքալաք, Akhalkalak) és una ciutat de Geòrgia, al sud-oest del país a la regió de Samtskhe-Javakheti a 30 km de la frontera turca. La població és de 8.295 habitants el 93,8% ètnics armenis.
Sota domini otomà des de 1545, fou centre d'un sandjak de l'eyalat de Çıldır. Va passar dels otomans als russos al final de la guerra russoturca de 1828-1829. Fou destruïda en part per un terratrèmol el 4 de gener de 1990, morint un miler de persones.